# Idioma zarma
El zarma (también escrito como adzerma, djerma, dyabarma, dyarma, dyerma, zabarma, zarbarma, zarmaci y zerma) es, con diferencia, la lengua más hablada de la familia familia songhay y la principal lengua del suroeste de Níger, que incluye a la capital Niamey y la segunda lengua más importante del país tras el hausa (esta última se habla en el centro y sur del país). Actualmente tiene unos dos millones de hablantes y es la lengua songhay con más hablantes. Las otras dos lenguas songhay más importantes por número de hablantes se hablan en Malí (el koyraboro senni en los alrededores de Gao y el Koyra Chinii en los alrededores de Timbuktu). Algunos autores han señalado que existe inteligibilidad parcial entre el zarma y el koyraboro senni.

## Ortografía
El alfabeto empleado para el zarma usa las siguientes letras y dígrafos:
a, b, c, d, e, f, g, h, i, j, k, l, m, n, ɲ (a veces escrita mediante el dígrafo ny), ŋ, o, p, r, s, t, u, w, y, z. Además, v puede usarse en algunas pocas palabras de origen extranjero, aunque muchos zarma no la distinguen en la pronunciación.
La mayor parte de las letras se pronuncian con valore similares a los que tienen en AFI, con la expceción de que ‹j› representa la oclusiva palatal [ɟ] , ‹y› es [j], ‹r› es [ɾ] (vibrante simple). La letra ‹c}}› representa una oclusiva palatal sorda (similar a la africada ch). La nasal palatal ‹ɲ› o ‹ny› equivale al fonema del español ñ. 
Las consonantes largas se escriben escribiendo dos veces la letra, aunque ‹rr› como en español no es una consoannte larga sino la vibrante múltiple [r]. Las vocales largas a veces se escriben mediante letras dobles, pero esta práctica no es consistente. Las vocales nasales se escriben mediante una tilde encima o escribiendo tras ellas ‹n› o ‹ŋ›. En los trabajos antiguos la oclusiva palaltal /c/, actualmente escrito ‹c› se escribía ‹ky› o ‹ty›. Tanto ‹n› como ‹m› tienen un alófono labiodental [ɱ] ante ‹f›.
El tono normalmente no se marca ortográficamente a menos que la palabra sea ambigua, en cuyo caso se usan los acentos agudo, grave o circunflejos bá ('ser muy algo': tono alto), bà ('compartir': tono bajo), bâ ('querer': tono descendente) y bǎ ('ser mejor': tono ascedente), aunque muchas veces si el significado es claro por el contexto las anteriores palabras se escriben simplemente como ba.

## Fonología

### Vocales
Existen diez vocales breves, cinco vocales orales /a/, /e/, /i/, /o/ /u/ y sus respectivas contrapartes nasales. Existe cierta variación alofónica y junto con cierta variación dialectal en su pronunciación. La cantidad vocálica es fonémicamente distintiva. Además existe un cierto número de combinaciones entre las semivocales /w/ e /j/, que pueden estar en posición prevocálica o posvocálica.

### Consonantes
El inventario consonántico viene dado por:
|           |           | Labial | Dental | Palatal | Velar | Glotal |
| --------- | --------- | ------ | ------ | ------- | ----- | ------ |
| oclusiva  | sorda     | p      | t      | c       | k     |        |
| oclusiva  | sorda     | b      | d      | ɟ       | ɡ     |        |
| Fricativa | Fricativa | f      | s z    |         |       | h      |
| Nasal     | Nasal     | m      | n      | ɲ       | ŋ     |        |
| Sonorante | Vibrante  |        | ɾ r    |         |       |        |
| Sonorante | Lateral   |        | l      |         |       |        |
| Sonorante | Semivocal | w      |        | j       |       |        |
Las combinaciones /ɡe/, /ɡi/, /ke/ y /ki/  usualmente presentan cierta palatalización y puede alternar fonéticamente con /ɟe/, /ɟi/, /ce/ y /ci/ en el habla de muchos hablantes.
Todas las consoanntes pueden ser breves o largas, excepto /c/, /h/, /f/, /z/ que sólo pueden ser breves. Aunque en algunos dialectos aparece también /f/ largo en palabras como goffo.

### Tono y acento léxicos
El zarma es una lengua tonal con cuatro tonos: alto, bajo, descendente y ascedente. En el dialecto Dosso, algunos lingüistas añaden la existencia de un tono descente-ascedente adicional en algunas palabras como ma 'nombre'.
El acento de intensidad usualmente no es fonémico en Zarma y su posición se fija mediante reglas automáticas. Según Abdou Hamani (1980), una palabra disílaba se pronucna con acento en la primera, a menos que esa sílaba tenga una vocal breve /a-, i-, u-/. En palabra de tres sílabas el acento recae en la segunda sílaba. Además la primera consonante de una sílaba tónica se pronuncia algo más reforda y la vocal precedente se suaviza un poco. Sólo en las palabras pronunciadas enfáticamente se parecía bien la posición de la sílaba tónica. No hay cambio en el tono debido a la posición del acento tónico.

## Gramática

### General
El zarma posee un gran cantidad de sufijos, y sólo unos pocos prefijos, sólo uno de los cuales a-/i- es común en númerales y adjetivos.

### Nombres
Los nombres distinguen dos formas según el número gramatical (singular frente a plural). Además hay tres formas adicionales para indicar definitud gramatical (indefinido, definido o demostrativo). La definitud y el número se indican conjuntamente mediante una serie de clíticos dentro del sintagma nominal. Los clíticos de singular definido son -ǒ o -ǎ. Algunos autores siempre escriben esta terminación con un tono acedente aun cuando no exista ambigüedad o cuando no haya el tono no se realice como ascedente. Las otras terminaciones se dan en la siguiente tabla.
|          | Indefinido | Definido | Demostrativo |
| -------- | ---------- | -------- | ------------ |
| Singular | -∅         | -ǒ / -ǎ  | -ô           |
| Plural   | -yáŋ       | -ěy      | -êy          |
Por ejemplo, súsúbày significa '(una) mañana' (singular indefinido); súsúbǎ significa '(la) mañana' (singular definido) y súsúbô significa 'esta mañana' (singular demostrativo).
La terminación de las formas definidas y demostrativas anteriores eliden cualquier vocal final. Hamani (1980) contiene una discusión de cuando se añade -ǒ y cuando -ǎ, así como otras irregularidades morfológicas. Tersis (1981) discute las alternancias morfosintácticas que pueden provocar estos clíticos.
En zarma no hay género gramatical ni caso gramatical, por tanto el pronombre de tercera persona a puede significar 'él, ella, suyo, suya, suyos, ...' según el contexto de la oración.

### Verbos
El verbo como en el resto del mundo es el ámbigo de inflexión más compleja. El zarma además de tener una inflexión nominal prácticamente inexistente, tiene inflexión verbal escasa en la que el tiempo, aspecto y modo gramaticales se expresan mediante clíticos que pueden aparecer separados del verbo por un sintagma nominal:
Fàːti sí fòjŏː hìnà
Faati IMPERF.NEG sopa-DEF cocinar
Faati no cocinará la sopa